# Sondas de Van Allen
Las sondas de Van Allen, anteriormente conocidas como las sondas para las Tormentas del Cinturón de Radiación, (RBSP por sus siglas en inglés) son dos aeronaves robóticas usadas para estudiar los cinturones de radiación de Van Allen que rodean Tierra. La NASA llevó a cabo la misión de las Sondas de Van Allen como parte del programa Living With a Star. Entendiendo que el entorno del cinturón de la radiación y su variabilidad tiene importantes aplicaciones prácticas en las áreas de operaciones de aeronaves, diseño de sistema de las aeronaves, planificación de misiones y en la seguridad del astronauta. Las sondas fueron lanzadas el 30 de agosto de 2012 y funcionaron durante siete años. Ambas naves espaciales se desactivaron en 2019 cuando se quedaron sin combustible. Se espera que se desorbiten durante la década de 2030. 

## Visión general
El Centro de Vuelo Espacial Goddard de la NASA gestiona el programa Living With a Star, programa del que el RBSP es un proyecto, junto con el Observatorio de Dinámica Solar (SDO). El Laboratorio de Física Aplicada es responsable de la implementación y la gestión de los instrumentos para el RBSP. La principal misión está programada para durar 2 años, teniendo el conjunto una duración de 4 años. La nave espacial también trabajará en estrecha colaboración con el Balloon Array for RBSP Relativistic Electron Losses (BARREL),  el cual puede medir partículas que se desprenden de los cinturones y llegan a la atmósfera de la Tierra.
La misión Sondas para las Tormentas del Cinturón de Radiación es parte del programa Living With a Star de la NASA, el cual es administrado por el Centro de Vuelo Espacial Goddard en Greenbelt. El Laboratorio de Física Aplicada de la Universidad Johns Hopkins gestiona la misión y está construyendo y operará las Sondas Van Allen de la NASA.

### Hitos
- Revisión del concepto de la misión, 30-31 de enero de 2007[6]
- Revisión del diseño preliminar, octubre de 2008
- Revisión de confirmación, enero de 2009
- Transporte de las sondas desde el Laboratorio de Física Aplicada de Laurel (Maryland) a la Estación de la Fuerza Aérea de Cabo Cañaveral (Florida) el 30 de abril de 2012
- Las sondas se lanzaron desde el Complejo de Lanzamiento Espacial 41 en la Estación de la Fuerza Aérea de Cabo Cañaveral en Florida el 30 de agosto de 2012. El despegue se produjo a las 4:05 a. m. EDT.[7]
- Sonda Van Allen B desactivada, 19 de julio de 2019.
- Sonda Van Allen A desactivada, 18 de octubre de 2019. Fin de la misión.

### Vehículo lanzador
El 16 de marzo de 2009 la Alianza unida del Lanzamiento (ULA) anunció que la NASA había adjudicado a la ULA un contrato para lanzar el RSBP utilizando un cohete Atlas V 401. La NASA retrasó el lanzamiento a cuatro minutos de la cuenta atrás la mañana del 23 de agosto. Después que el mal tiempo impidiese el lanzamiento el 24 de agosto, y de un nuevo retraso por precaución adicional para proteger el cohete y los satélites del Huracán Isaac, el despegue se produjo el 30 de agosto de 2012 a las 4:05 a. m. EDT.

## Ciencia
Los cinturones de radiación de Van Allen se hinchan y se encogen con el tiempo como parte de un sistema meteorológico espacial mucho más amplio impulsado por la energía y el material que brotan de la superficie del Sol y llenan todo el Sistema Solar. El clima espacial es la fuente de las auroras que brillas en el cielo nocturno, pero también puede perturbar los satélites, provocar fallos en la red eléctrica e interrumpir las comunicaciones por GPS. Las sondas de Van Allen se construyeron para ayudar a los científicos a comprender esta región y para diseñar mejor las naves espaciales y que puedan sobrevivir a los rigores del espacio exterior. El objetivo de la misión es obtener comprensión científica de cómo se forman o cambian las poblaciones de electrones e iones relativistas en el espacio en respuesta a los cambios en la actividad solar y el viento solar
Los objetivos científicos generales de la misión eran:
- Descubrir que procesos - por separado o en combinación - aceleran y transportan las partículas en el cinturón de radiación, y bajo qué condiciones.
- Entender y cuantificar la pérdida de electrones de los cinturones de radiación.
- Determinar el equilibrio entre los procesos que provocan la aceleración de electrones y los que causan pérdidas.
- Entender cómo los cinturones de radiación cambian en el contexto de tormentas geomagnéticas.

En mayo de 2016, el equipo de búsqueda publicó sus hallazgos iniciales, afirmando que la corriente de anillo que rodea a la Tierra se comporta de una manera muy diferente a la que se entendía anteriormente.La corriente de anillo se encuentra a aproximadamente 10,000 a 60,000 kilómetros (6,200 a 37,000 mi) de la Tierra. Las variaciones de corriente eléctrica representan la dinámica de solo los protones de baja energía. Los datos indican que hay una corriente de anillo sustancial y persistente alrededor de la Tierra, incluso en épocas sin tormenta, que es transportada por protones de alta energía. Durante las tormentas geomagnéticas, el aumento de la corriente del anillo se debe a la entrada de nuevos protones de baja energía en la región cercana a la Tierra.

### Resultados científicos
En febrero de 2013, se descubrió un tercer cinturón de radiación temporal de Van Allen utilizando los datos recopilados por las sondas de Van Allen. Dicho tercer cinturón duró unas pocas semanas.

## Nave espacial

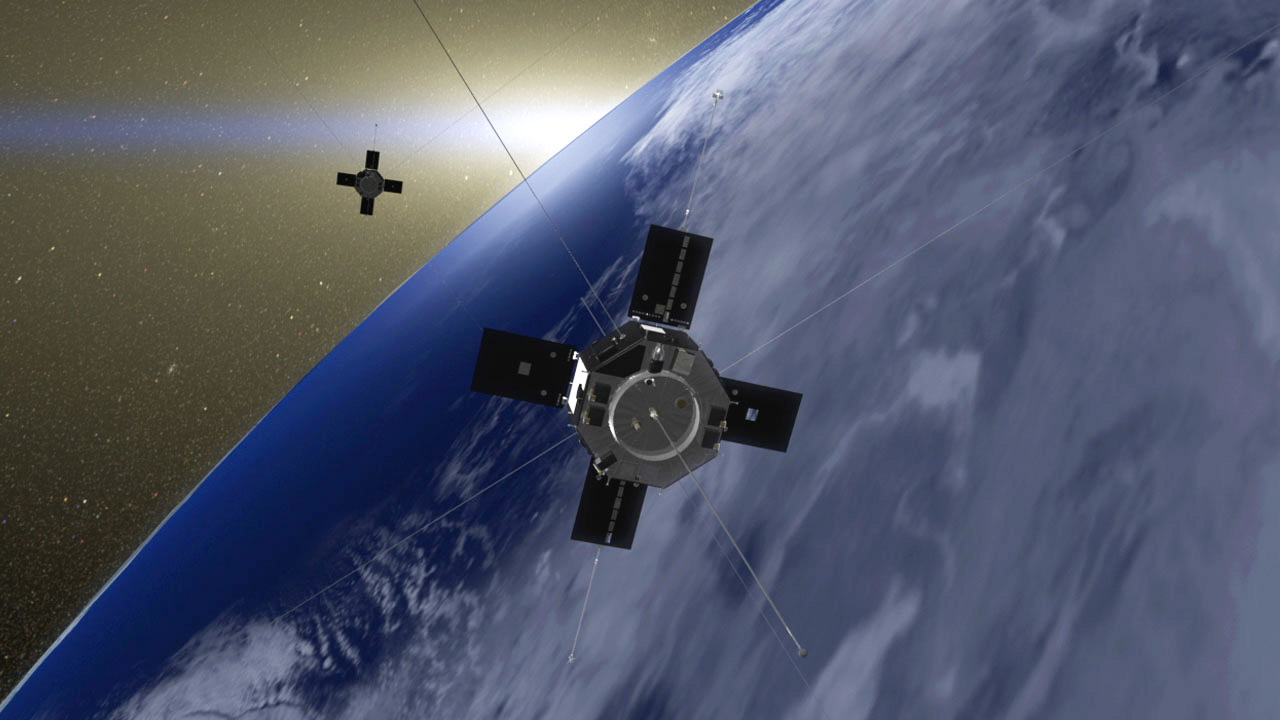
Interpretación artística de las sondas de Van Allen A y B en la órbita de la Tierra.

Las Sondas de Van Allen consisten en dos naves espaciales estabilizadas por rotación que fueron lanzadas con un solo cohete Atlas V. Las dos sondas debían operar en las duras condiciones que estaban estudiando; mientras que otros satélites pueden  desconectarse o protegerse en medio de este intenso clima espacial, las sondas de Van Allen tenían que seguir recopilando datos. Por lo tanto, las sondas fueron construidas para resistir el constante bombardeo de partículas y radiación que experimentarían en esta zona intensa del espacio. 

### Instrumentos
Debido a que es vital que las dos embarcaciones realicen mediciones idénticas para observar los cambios en los cinturones de radiación a través del espacio y el tiempo, cada sonda lleva los siguientes instrumentos:
1. Conjunto de instrumentos de partículas energéticas, composición y plasma térmico (ECT);l investigador principal es Harlan Spence de la University of New Hampshire . Los socios clave en esta investigación son LANL, Southwest Research Institute, Aerospace Corporation y LASP[13][14]
2. Conjunto de instrumentos de campo eléctrico y magnético y ciencia integrada (EMFISIS); el investigador principal es Craig Kletzing de la Universidad de Iowa
3. Instrumento de campo eléctrico y ondas (EFW); el investigador principal es John Wygant de la Universidad de Minnesota. Los socios clave en esta investigación incluyen la Universidad de California en Berkeley y la Universidad de Colorado en Boulder.
4. Radiation Belt Storm Probes Ion Composition Experiment (RBSPICE); el investigador principal es Louis J. Lanzerotti del Instituto de Tecnología de Nueva Jersey. Los socios clave incluyen el Laboratorio de Física Aplicada y Fundamental Technologies, LLC.
5. Espectrómetro de protones relativista (RPS) de la Oficina Nacional de Reconocimiento